# Afrikai hörcsög
Az afrikai hörcsög (Mystromys albicaudatus) az emlősök (Mammalia) osztályának rágcsálók (Rodentia) rendjébe, ezen belül a madagaszkáriegér-félék (Nesomyidae) családjába tartozó Mystromyinae alcsalád egyetlen faja.
Egyes rendszerek az egérfélék (Muridae) családjába, vagy a hörcsögformák (Cricetinae) alcsaládjába sorolják ezt az állatot, azonban a legújabb DNS-vizsgálatok azt mutatták, hogy az afrikai hörcsög távol áll e két állatcsoporttól.

## Előfordulása
A Dél-afrikai Köztársaság és Lesotho területén él. Ritka állat. A mezőgazdaság és az egyéb emberi tevékenységek veszélyeztetik.

## Megjelenése
A fej-testhossza 14-18 centiméter, farokhossza 5-8 centiméter. A két nemű állat körülbelül ugyanakkora, a nemi kétalakúság a testtömegben mutatkozik, mivel a hím 96 grammos, míg a nőstény csak 78 gramm tömegű. A legnagyobb méret 22,5 centiméter és tömeg 106 gramm lehet. A valódi hörcsögféléktől eltérően, az afrikai hörcsögnek nincsenek pofazacskói. Bundája szürke apró fekete pettyezéssel. Hasi része és a farka fehérek. Szemei nagyok. A mellső lábakon 4, míg a hátsó lábakon 5 ujj látható. A nősténynek két pár csecsbimbója van.

## Életmódja
Az afrikai hörcsög a szavannákat és a szárazabb füves pusztákat választotta élőhelyül. Éjszaka tevékeny, nappal talajhasadásokban és elhagyott üregekben pihen. Tápláléka növényi részek és magok.
Élettartama a vadonban nem ismert, de a fogságban legfeljebb 6 évig él.

## Szaporodása
Az év akármelyik szakaszában kölykezhet. A megfigyelések szerint az afrikai hörcsögök párban élnek. A vemhesség 37 napig tart. Egy alomban 2-5 kölyök lehet. A pontos ivarérettségi kor nem ismert, de a legfiatalabb kölykező nőstény 146 napos volt. Az elválasztás 38 nap után következik be. A szoptatási idő első három hetében a kölykök rátapadnak a csecsbimbókra és a nőstény kénytelen magával hordozni őket. Ha 5 kölyök van az alomban, akkor az anyaállat rendszeresen leválasztja az egyik kölykét, hogy az ötödik kölyök is táplálékhoz juthasson. A kölykök születésükkor csupaszok és vakok. A metszőfogaik 3-5 naposan nőnek ki; 16-20 napos korukban kinyílik a szemük. Mindkét szülő gondozza a kölyköket, azonban a hímnek inkább védelmi célja van.

### Fordítás
- Ez a szócikk részben vagy egészben  a   White-tailed rat című angol Wikipédia-szócikk ezen változatának fordításán alapul.  Az eredeti cikk szerkesztőit annak laptörténete sorolja fel. Ez a jelzés csupán a megfogalmazás eredetét és a szerzői jogokat jelzi, nem szolgál a cikkben szereplő információk forrásmegjelöléseként.